# Вуковој
Вуковој (хрв. Vukovoj) је насељено место у општини Кленовник, Вараждинска жупанија, Хрватска.

## Историја
До територијалне реорганизације у Хрватској био је у саставу старе општине Иванец.

## Становништво
У попису становништва из 2011. године, Вуковој је имао 109 становника.
| Број становника према пописима | Број становника према пописима | Број становника према пописима | Број становника према пописима | Број становника према пописима | Број становника према пописима | Број становника према пописима | Број становника према пописима | Број становника према пописима | Број становника према пописима | Број становника према пописима | Број становника према пописима | Број становника према пописима | Број становника према пописима | Број становника према пописима | Број становника према пописима |
| ------------------------------ | ------------------------------ | ------------------------------ | ------------------------------ | ------------------------------ | ------------------------------ | ------------------------------ | ------------------------------ | ------------------------------ | ------------------------------ | ------------------------------ | ------------------------------ | ------------------------------ | ------------------------------ | ------------------------------ | ------------------------------ |
| 1857                           | 1869                           | 1880                           | 1890                           | 1900                           | 1910                           | 1921                           | 1931                           | 1948                           | 1953                           | 1961                           | 1971                           | 1981                           | 1991                           | 2001                           | 2011                           |
| 265                            | 288                            | 303                            | 326                            | 423                            | 477                            | 484                            | 457                            | 416                            | 399                            | 348                            | 305                            | 255                            | 174                            | 158                            | 109                            |

Напомена: Године 1857. и 1869. исказивано под именом Свети Вук, 1880. под именом Вуково, а од 1890. под именом Вуковој.